# 賓塞·甘
賓塞·伍利·甘（英語：Spencer Woolley Kimball，1895年3月28日—1985年11月5日)，舊譯甘賓塞，為耶穌基督後期聖徒教會第12任總會會長。
賓塞·甘從小在亞利桑那州柴契爾長大，並在當地的多家銀行擔任職員，而後與朋友創立公司經營壽險與不動產，在經濟大蕭條過後，他在事業上獲得了巨大的成功。在其擔任使徒之時，他受到教會總會會長約瑟·斐亭·斯密指示，特別針對美洲原住民進行宗教和人道主義工作，包括推廣印地安人安置計畫，幫助1960至1970年代的許多美國原住民學生在耶穌基督後期聖徒教會成員的寄養家庭獲得教育。賓塞·甘為了執行教會的使徒工作而在全球四處旅行，歷經85個國家，比前任的所有教會使徒都多。
在其擔任教會總會會長期間，他在全球興建多座聖殿，並且是最早公開宣佈所有男性教會成員都應在成年後擔任全部時間傳教士的總會會長 。1978年，賓塞·甘發表了一篇關於聖職的特別啟示，終結任何給予黑人教會成員聖職或進入聖殿的限制，該公告被教會官方稱為「正式宣言二」。賓塞·甘晚年的健康狀況不佳，他曾因喉部腫瘤而接受喉部切除術手術，也在1972年77歲時進行由後來的教會總會會長羅素·納爾遜主持的心臟外科手術。

## 脚注
1. ↑  Kimball & Kimball (1977)，第103頁.
2. ↑  Kimball & Kimball (1977)，第187頁.
3. ↑  Kimball & Kimball (1977)，第243–244頁.
4. ↑  Kimball (2005)，第8頁.
5. ↑  Kimball (2005)，第115–117頁.
6. ↑  Gordon B. Hinckley, "Priesthood Restoration" （页面存档备份，存于）, Ensign, October 1988.
7. ↑  Gibbons (1995)，第210–211頁.
8. ↑  Kimball & Kimball (1977)，第394–396頁.